# 魚板取水堰
魚板取水堰（まないたしゅすいぜき）は、宮城県黒川郡大和町の吉田川にある上水道用水を取水している可動堰である。

## 概要
宮城県黒川郡大和町の南川ダムから放流された水は、下流の魚板取水堰で上水道用水に必要な量が取水され、宮城県企業局中峰浄水場に送られ処理される。中峰浄水場で飲料水に処理された水は、大和町の他、富谷市・大郷町・大衡村・松島町に送られる。
各種ゲート6門と魚道が設けられている。

## 形式
水位調節ゲート2門、洪水吐ゲート1門、上水取水ゲート2門、灌漑用水取水ゲート1門

## 周辺
- 南川ダム
- 七ツ森湖畔公園
- 七ツ森ふれあいの里
- 七ツ森
- 石神山精神社
- 大和町立吉田小学校
- 大和町立宮床小学校難波分校